# BMW 1系列 (E87)

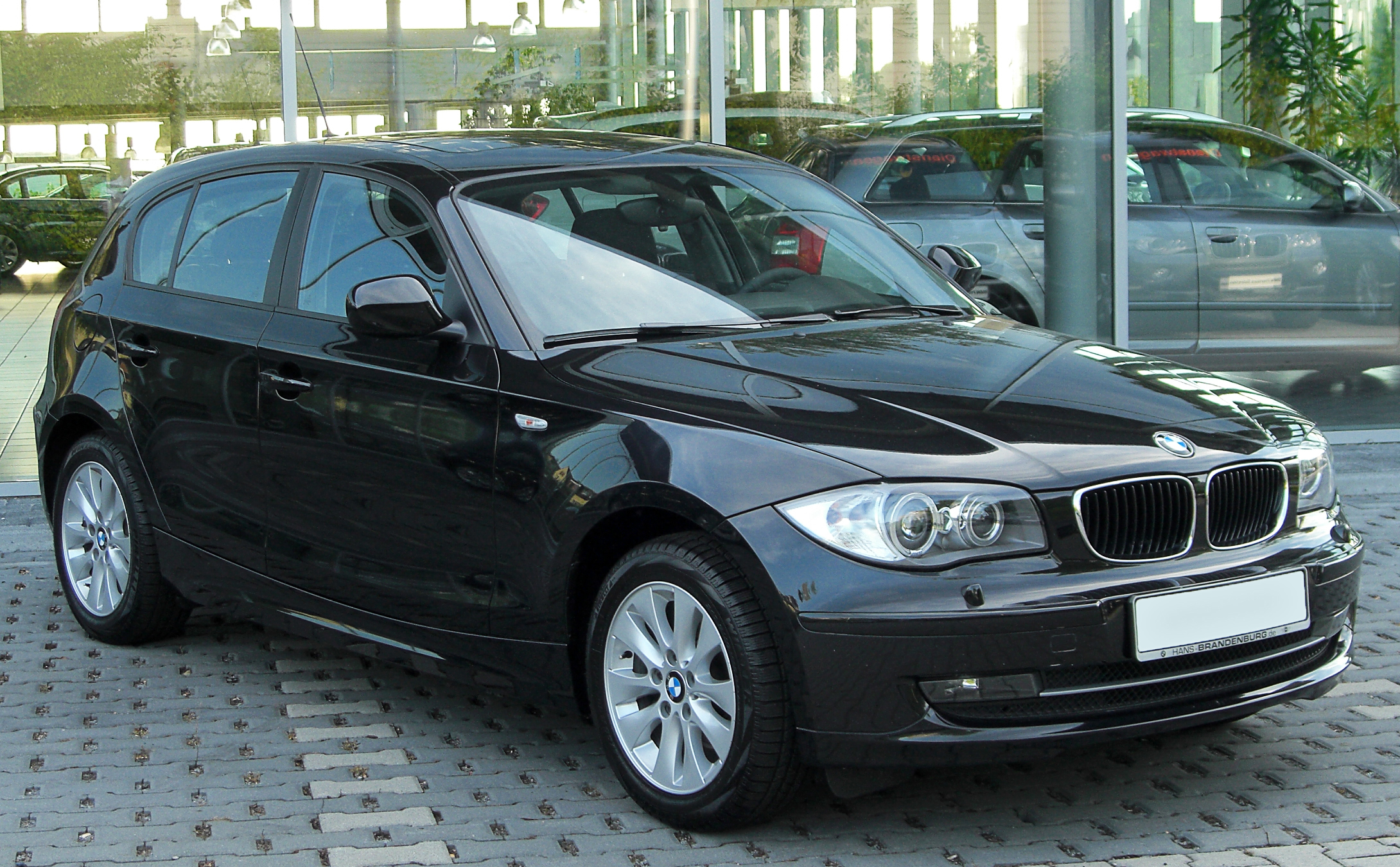

第一代BMW 1系列於2004年上市，以取代之前的BMW3系緊湊型。BMW 1系列是BMW最小型和最便宜的車款，分為三門掀背（E81）、五門掀背（E87）、轎跑車（E82）和二門敞篷車（E88）四款。BMW 1系列採用後輪驅動底盤。2008年，BMW 1系列佔BMW總銷量的近五分之一。